# District historique de Sherburne Ranger Station
Le district historique de Sherburne Ranger Station – ou Sherburne Ranger Station Historic District en anglais – est un district historique dans le comté de Flathead, dans le Montana, aux États-Unis. Protégé au sein du parc national de Glacier, ce district construit dans le style rustique du National Park Service à compter de 1925, centré sur une station de rangers, est inscrit au Registre national des lieux historiques depuis le 16 décembre 1986. On y accède par la Many Glacier Road.